# أنسام (اسم)
أنسام اسم علم مؤنث عربي بصيغة الجمع، وهو جمع النَّسَم، ومعناه: نَفَس الروح، أو نفس الريح إذا كان ضعيفاً، أو هو أول الريح حين تُقبل بلينٍ وتسمى نسمة.
واسم أنسام فيعني: الأنسام تهب رويدا فنشعر بالسرور ومع الأنسام يأتى أريج الطيب، وفي الأنسام رقة ورفق بالغصن الرطيب ونسأل القواميس، فتقول: الأنسام: طير سراع تعلوهن خضرة.
وهو اسم علم شخصي مؤنث، وله انتشار في العالم العربي، ومن الأسماء المشابهة لاسم أنسام: نَسيم نَسيمة تَسْنيم نَسَم نَسمة انسام تنسيم.

## الشخصيات
- أنسام الشالجي ، كاتبة من الإمارات العربية المتحدة.